# 邻三联苯
邻三联苯是一种有机化合物，化学式为C18H14，是三联苯的同分异构体之一。它可由2-溴联苯和苯硼酸的铃木偶联反应制得。它经脱氢环化反应，可以得到三亚苯。